# The Fantastic Four: First Steps
The Fantastic Four: First Steps és una pel·lícula de superherois estatunidenca dirigida per Matt Shakman i amb guió de Jeff Kaplan i Ian Springer, basada en l'equip de superherois de Marvel Comics del mateix nom. Produïda per Marvel Studios i distribuïda per Walt Disney Studios Motion Pictures, va ser la pel·lícula número 38 de l'Univers Cinematogràfic Marvel (MCU) i el segon reinici de la sèrie de pel·lícules dels Quatre Fantàstics.
Després del fracàs de Fantastic Four del 2015, 20th Century Fox va començar a treballar en una nova pel·lícula dels Quatre Fantàstics. El març de 2019, després de l'adquisició de la companyia per part de Disney, el control de la franquícia es va transferir a Marvel Studios i es va anunciar una nova pel·lícula el juliol de 2019. Jon Watts es va establir com a director el desembre de 2020, però va renunciar l'abril de 2022. Shakman el va substituir aquell setembre, moment en què es va revelar la participació de Kaplan i Springer com a escriptors. Marvel Studios no volia tornar a explicar la història d'origen del grup, sinó que buscava explicar una història nova. El març de 2023, Josh Friedman va ser contractat per reescriure el guió. El febrer de 2024, Pedro Pascal, Vanessa Kirby, Joseph Quinn i Ebon Moss-Bachrach van ser anunciats com el repartiment principal.
The Fantastic Four: First Steps es va estrenar el 25 de juliol de 2025, com a part de la Fase 6 de l'MCU.

## Repartiment
- - Pedro Pascal com a Reed Richards / Mister Fantastic
  - Vanessa Kirby com a Sue Storm / Invisible Woman
  - Joseph Quinn com a Johnny Storm / Human Torch
  - Ebon Moss-Bachrach com a Ben Grimm / The Thing
  - Ralph Ineson com a Galactus
  - Julia Garner com a Shalla-Bal / Silver Surfer
  - Paul Walter Hauser
  - John Malkovich
  - Natasha Lyonne
  - Sarah Niles